# Maryna Pauława
Maryna Mikałajeuna Pauława (biał. Марына Мікалаеўна Паўлава, ur. 21 stycznia 1989 w Kobryniu) – białoruska siatkarka, grająca na pozycji przyjmującej.
W dzieciństwie uprawiała lekkoatletykę – rzucała oszczepem i skakała wzwyż. Treningi siatkarskie rozpoczęła w wieku 11 lat w rodzinnym mieście, które po ukończeniu szkoły średniej kontynuowała w Szkole Rezerwy Olimpijskiej w Brześciu. Jako juniorka zaczynała grę na pozycji środkowej, jednak z biegiem czasu przesuwana była na wszystkie pozostałe pozycje (występowała kolejno jako rozgrywająca, atakująca, libero, przyjmująca, ponownie libero i raz jeszcze przyjmująca). W 2006 roku została zawodniczką miejscowego Dywannika (ros. Kowrowszczik), który w 2013 przekształcił się w klub Prybużża Brześć. Z brzeską drużyną – w której pełniła funkcję kapitana – wywalczyła złoty (2013/2014) i brązowy (2014/2015, 2015/2016) medal mistrzostw kraju oraz Puchar Białorusi (2014).
W sezonach 2016/2017 i 2017/2018 występowała w polskiej Orlen Lidze, w drużynie Budowlanych Toruń.
W 2015 z reprezentacją Białorusi uczestniczyła w Mistrzostwach Europy rozgrywanych w Belgii i Holandii.

## Sukcesy klubowe
Mistrzostwo Białorusi:
- 2014, 2019
- 2022[7]
- 2015, 2016, 2020

Superpuchar Białorusi:
- 2014, 2015

Puchar Białorusi:
- 2014, 2015